# Farmerville
Farmerville é uma cidade  localizada no estado americano de Luisiana, na Paróquia de Union.

## Demografia
Segundo o censo americano de 2000, a sua população era de 3808 habitantes.
Em 2006, foi estimada uma população de 3590, um decréscimo de 218 (-5.7%).

## Geografia
De acordo com o United States Census Bureau tem uma área de
14,4 km², dos quais 14,3 km² cobertos por terra e 0,1 km² cobertos por água. Farmerville localiza-se a aproximadamente 52 m acima do nível do mar.

## Localidades na vizinhança
O diagrama seguinte representa as localidades num raio de 28 km ao redor de Farmerville.